# 加藤淑子
加藤 淑子（かとう としこ、1915年 - 2017年1月2日）は、ロシア料理店スンガリーの店主。

## 生涯
1915年、京都府に呉服商の娘として生まれる。京都市立堀川高等女学校卒業。
1935年に加藤幸四郎と結婚する。その直後、満州に移住する。幸四郎は満州国の特務機関員をしていたとの情報がある。白系ロシア人宅に間借りして住んでいたこともある。1943年ごろ、幸四郎が徴兵される。終戦直後、収容所生活となる。ソ連軍兵士が土足で入ろうとした際、毅然と「ここは私たちの眠る場所です。畳の上を靴で歩かないでください」と注意する 。
1946年秋、日本に帰国する。無事だった夫・幸四郎に再会し、一家5人の生活がスタートする。夫はレコード会社に勤務し、淑子は洋裁の仕事につく。
1957年、幸四郎が東京新橋にてロシア料理店『スンガリー』を創業し、淑子も店に出て働く。当時の料理長は白系ロシア人であり、ロシア人女性がウェートレスとして働いていた。1958年には、『スンガリー』は京橋に移転し、1960年には、新宿に移転することとなる。1966年、娘の加藤登紀子が歌手デビューを果たす。1967年には、スンガリー新宿東口店が実現する。1972年、京都に『キエフ』をオープンさせる。『日本ロシア料理店協会』の設立に携わる。スンガリーの経営者として、淑子が注目されるようになる。
1992年、幸四郎が82歳で死去する。その後もスンガリーの経営に、娘の加藤幸子や加藤登紀子らと参加し続けていたが、しばらくして引退している。
2006年8月に、藤原書店より著書『ハルピンの詩がきこえる』を出版する。
2017年1月2日に老衰のため死去。101歳没。

## 著書
- ハルピンの詩がきこえる　2006年8月　藤原書店　ISBN 978-4894345300